# Rosalie Edge
Rosalie Barrow Edge (Nueva York, 1877-Nueva York, 1962), nacida Mabel Rosalie Barrow, fue una activista social, sufragista y conservacionista estadounidense. Aunque no recibió una formación académica específica en ciencias ni en conservación ambiental, se convirtió en una activista experta y respetada. En 1929, fundó el Comité de Conservación de Emergencia para denunciar la ineficacia del sistema conservacionista y defender la preservación de las especies. En 1934 creó la primera reserva de aves rapaces del mundo: el Santuario Hawk Mountain, cerca de Kempton, Pensilvania. Fue considerada la conservacionista más militante de su época y se enfrentó públicamente durante décadas a los líderes de la Sociedad Audubon por sus enfoques para la preservación de la vida silvestre.

## Biografía
Nació el 3 de noviembre de 1877 en Nueva York. Era hija de John Wylie Barrow y Harriet Bowen Barrow. Su padre, que nació y creció en Inglaterra, era un próspero y acaudalado miembro de la comunidad empresarial neoyorquina y un erudito lingüista. Era la menor de cinco hermanos y la preferida de su padre que paseaba con ella por Central Park alimentando así su temprana afición por los animales.
Fue educada en una escuela privada para mujeres jóvenes de las mejores familias. Allí aprendió Arte, Música, Historia y Poesía. y se movió en los círculos más exclusivos de la sociedad neoyorquina. Nunca fue a la universidad y ella siempre lo consideró una deficiencia importante. Sin embargo, ya con su trayectoria conservacionista consolidada obtuvo varios títulos honorarios en distintas universidades.
Con diecisiete años, cuando visitaba a su familia en Inglaterra, conoció a Charles Noel Edge, un ciudadano británico ingeniero civil. Cuando él fue enviado a trabajar a Yokohama, Japón, ella le acompañó. Se casaron allí el 28 de mayo de 1909. Después de viajar por Asia durante casi tres años, la pareja regresó a Nueva York de forma permanente y tuvieron dos hijos: Peter, nacido en 1913, y Margaret, nacida en 1915. Las frecuentes ausencias de Charles por trabajo y el creciente interés de ella por la vida silvestre, provocó su alejamiento y la posterior ruptura del matrimonio. Finalmente se separaron en 1921 aunque nunca se divorciaron y ella conservó su apellido.

### Militancia sufragista

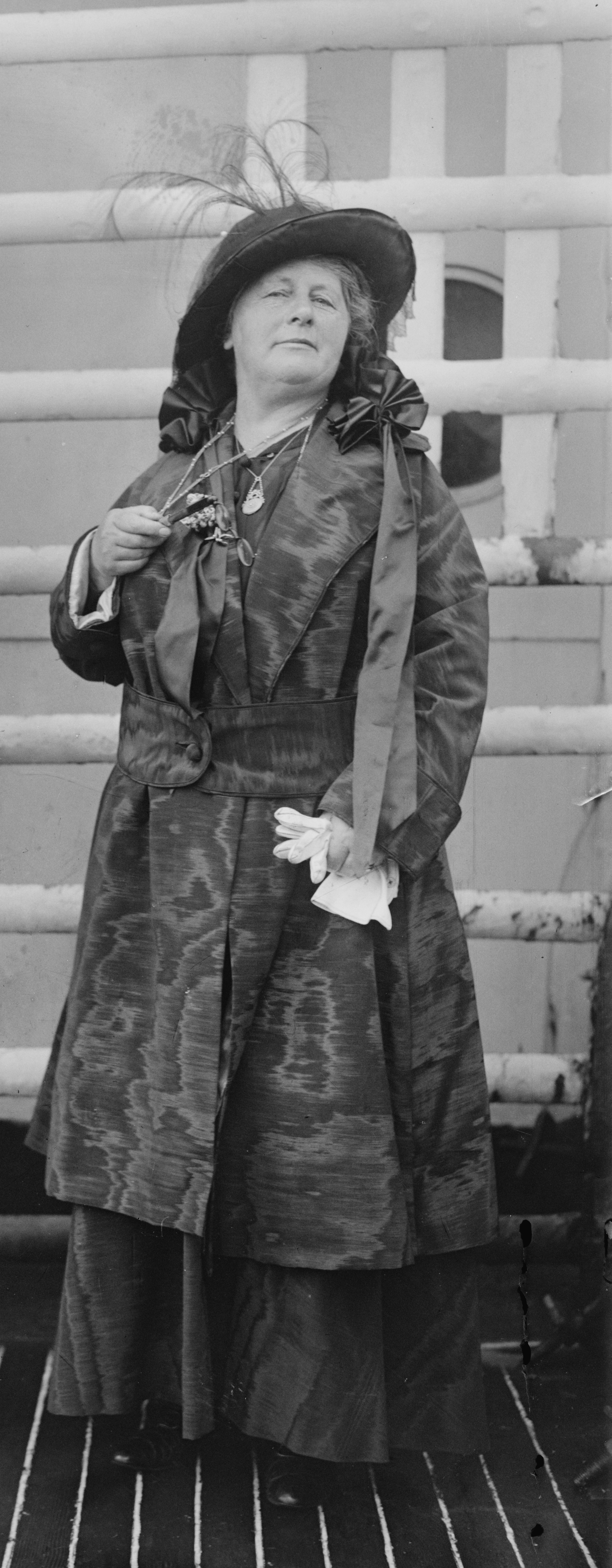
Lady Rhondda, c. 1910–1915

En un viaje de Inglaterra a Nueva York en 1913 a bordo del Mauretania, entabló amistad con Sybil Thomas, vizcondesa Rhondda. Rhondda, feminista y defensora del movimiento sufragista británico, fue la primera persona que le habló del sufragismo militante, aunque ella no se implicaría hasta años después.
Comenzó a colaborar en el movimiento sufragista estadounidense, a pesar de la oposición de su marido. En 1915 se unió al Partido por el Sufragio Femenino del Estado de Nueva York y se dedicó por completo a la organización: pronunció discursos, escribió panfletos a favor del sufragio y realizó otras actividades por la causa. Contribuyó significativamente a que, a  finales de 1917, Nueva York se convirtiera en el primer estado de la Costa Este en garantizar el derecho al voto a las mujeres, abriendo la puerta al establecimiento del sufragio femenino a nivel nacional con la promulgación de la Decimonovena Enmienda de la Constitución de los Estados Unidos en 1920. Conseguido el sufragio, el partido cambió su nombre a Liga de Mujeres Votantes del Estado de Nueva York, con ella como tesorera.
Como sufragista, aprendió los fundamentos de liderar un movimiento social: organizar, redactar panfletos, organizar protestas y conectar con otros líderes de opinión. La experiencia en estas labores sería crucial para su posterior éxito como defensora de la causa conservacionista.

### Activismo conservacionista

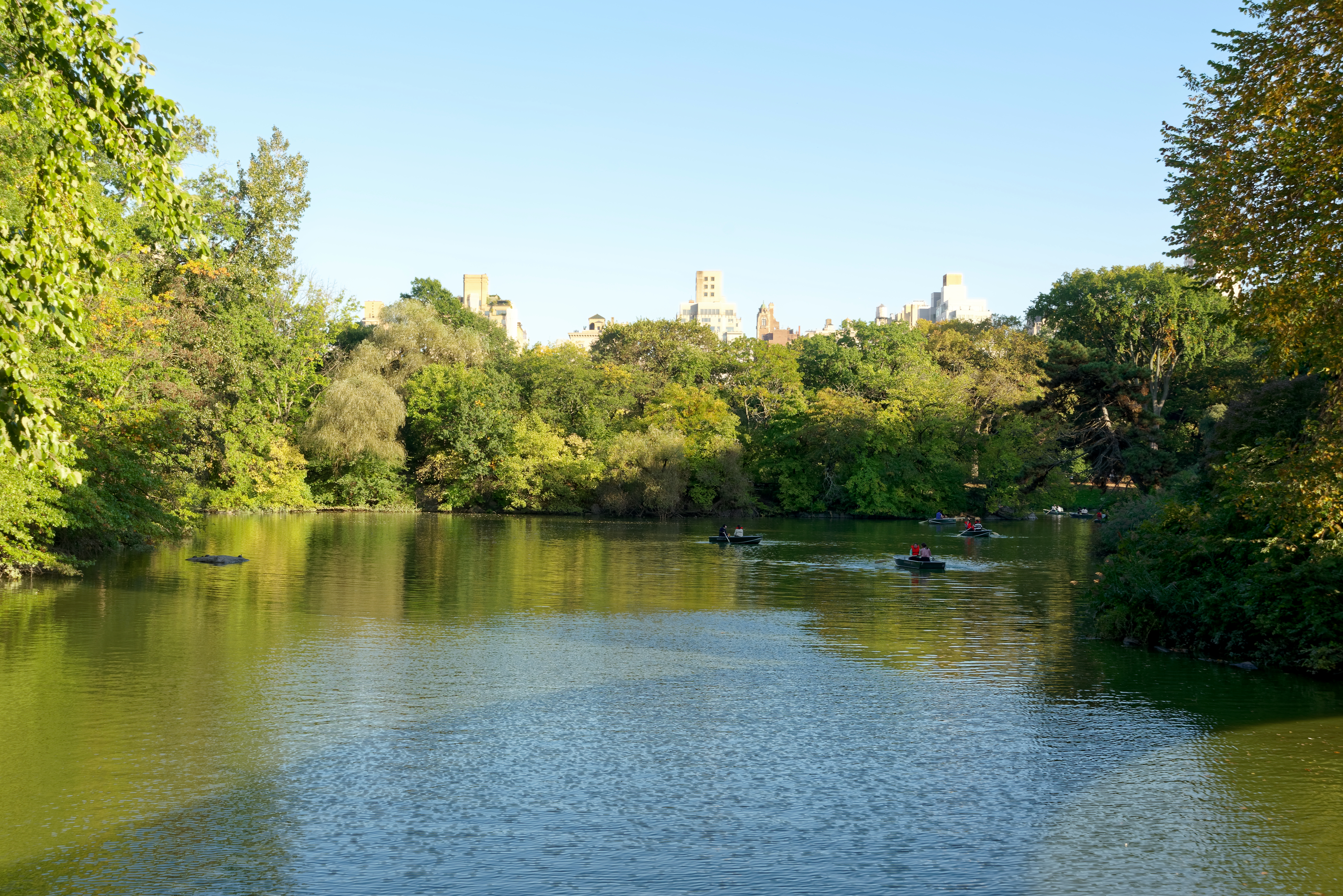
Central Park

En 1915 comenzó a interesarse fuertemente por la observación de aves. Se unió a las personas aficionadas a la ornitología que frecuentaban el Central Park neoyorkino. Todas las mañanas, sobre todo en primavera, llevaba sus binoculares al parque y se esforzaba por identificar la inusual cantidad de aves migratorias que se refugiaban en este oasis en medio de la gran ciudad, en la ruta migratoria del Atlántico. Pronto, se hizo amiga del personal del departamento de biología del Museo Americano de Historia Natural. Probablemente fue la difícil situación en la que se encontraba el águila calva y otras rapaces lo que la impulsó al activismo. En 1933, a través de fotografías que mostraban miles de cadáveres de halcones conoció una violenta tradición de Pensilvania: los fines de semana, los cazadores se reunían en las cimas de las montañas para abatir miles de aves rapaces, tanto por deporte como para reducir la depredación de estas aves sobre la fauna cinegética.
Durante la Gran Depresión, su activismo sin precedentes condujo a la creación de los Parques Nacionales Olympic y Kings Canyon, y a un endurecimiento de las protecciones en Yosemite y Yellowstone.

#### Comité de Conservación de Emergencia (ECC)

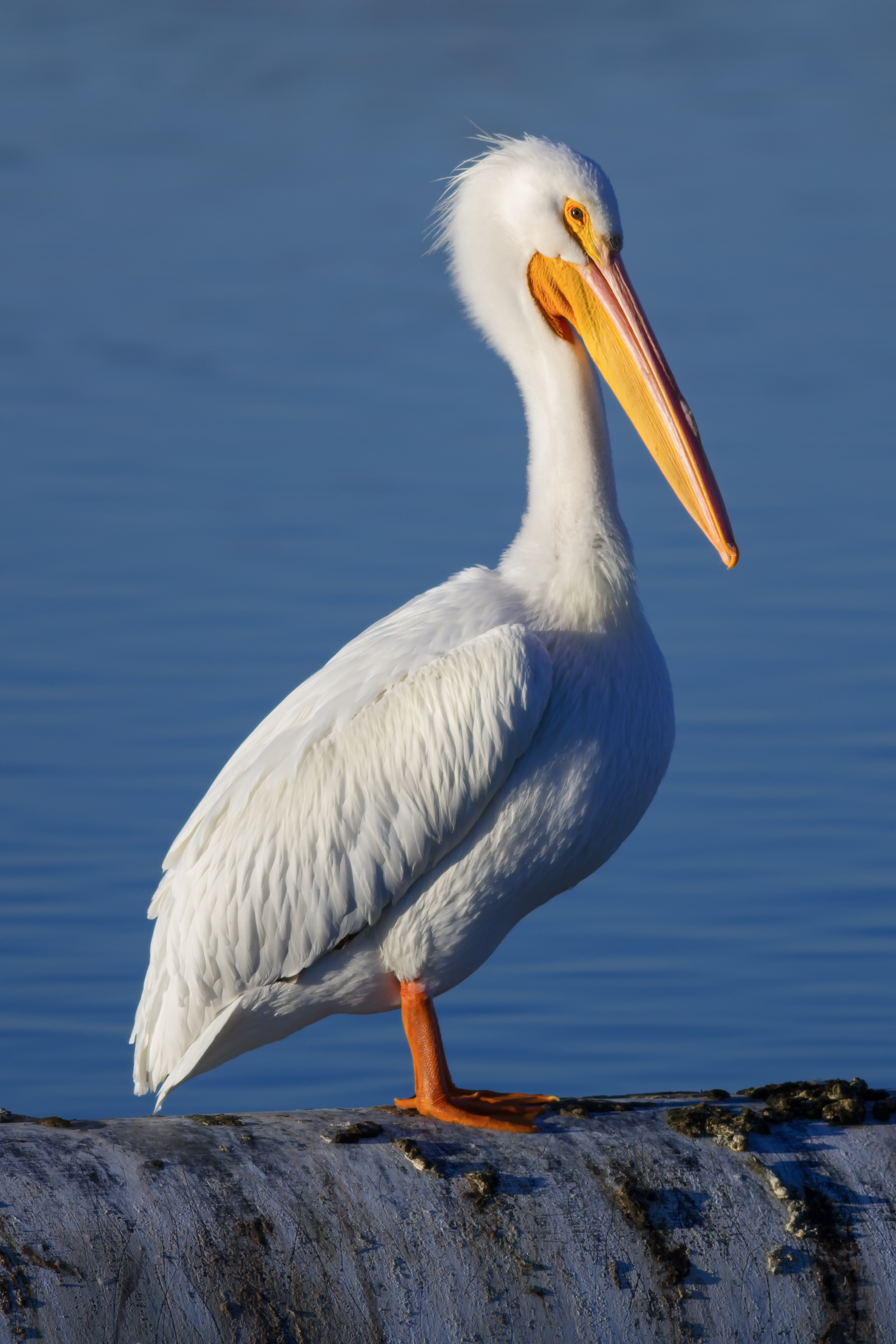
Pelícano blanco

En 1929, con 52 años y salvo durante su activismo sufragista, había llevado una vida retirada de lo público. Pero ese año fundó  el militante Comité de Conservación de Emergencia (ECC) y lo dirigió hasta su fallecimiento. Era una organización ambientalista que operó principalmente desde su oficina en Manhattan y que enfatizaba en la necesidad de proteger todas las especies animales mientras eran comunes y no esperar a que estuvieran en peligro. Su principal actividad fue la edición de folletos, comunicados de prensa, cartas y otros documentos. En total, se publicaron y distribuyeron más de cien títulos que abarcaron numerosos temas, no solo las principales campañas generalistas sino también muchos más específicos, como la protección del pelícano blanco o el antílope americano. La influencia del Comité de Conservación de Emergencia se volvió enorme en proporción a sus escasos recursos financieros. Cada envío producía editoriales apropiados de sus partidarios en las redacciones de los periódicos más importantes, en particular del New York Times. El ECC respondía a consultas del público en general, mantenía contactos con funcionarios gubernamentales, testificaba ante audiencias del Congreso, organizaba campañas de conservación o se unía a las de otras organizaciones. El Comité criticó la complacencia de la Oficina de Estudios Biológicos, la Sociedad Audubon, el Servicio Forestal de Estados Unidos y otras organizaciones de protección y denunció su frecuente complicidad en la destrucción del patrimonio natural. El Comité de Conservación de Emergencia publicó su último folleto en 1955, pero Rosalie continuó la defensa de la vida silvestre hasta su muerte.

#### Relación con la National Audubon Society
Aunque fue miembro de la National Audubon Society en Nueva York pronto empezó a no estar de acuerdo con la manera de actuar de esta entidad: en 1929 les acusó de colaborar con organizaciones que apoyaban la caza de aves, que solo se preocupaban por las aves cantoras o que ignoraban a otras especies en peligro de extinción. Animó a la Sociedad a adoptar posturas de conservación más agresivas para una mayor variedad de aves. Tras un fallido intento de denunciar a toda la junta directiva de Audubon, Edge los demandó por mala gestión financiera y solicitó el acceso a toda la lista de personas asociadas, unas once mil. Una vez conseguida, se dirigió a todas ellas exponiendo las acciones que la sociedad realizaba de puertas adentro. Eso llevó a la renuncia del presidente de Audubon y a una enorme disminución en la membresía. Las divergencias continuaron hasta unas semanas antes de su muerte, cuando la Audubon Society  ya había implementado muchas de las propuestas de la activista.

#### Hawk Mountain Sanctuary

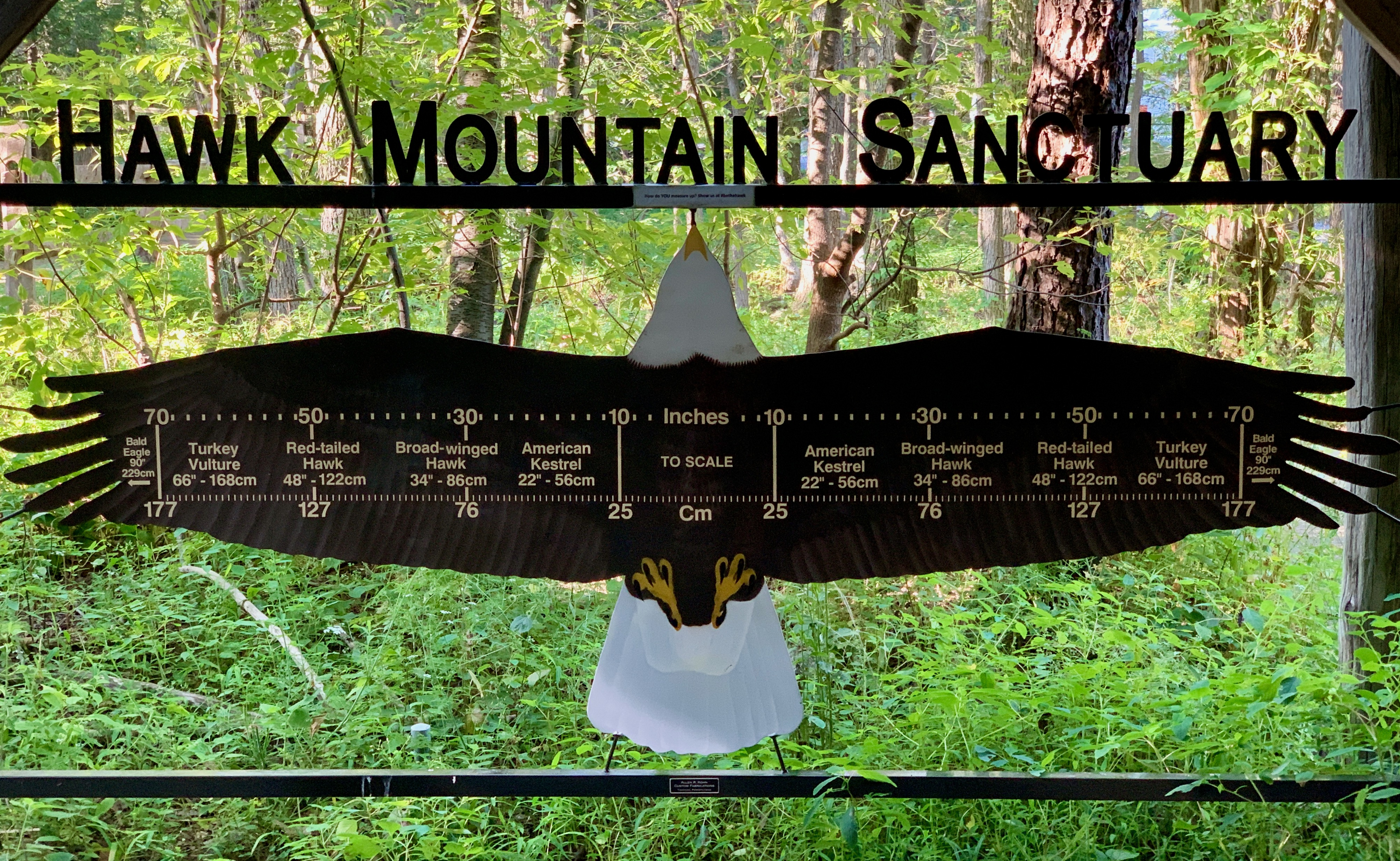
Cartel informativo en el Santuario Hawk Mountain

Durante décadas, el paraje de Hawk Mountain, en los montes Apalaches al sureste de Pensilvania, albergó una cacería anual de halcones y águilas. En 1927 uno de estos eventos, habituales también en otras zonas del país, provocó la muerte de miles de aves rapaces. En 1932 distintos grupos conservacionistas, entre ellos el ECC fundado por Edge, comenzaron una campaña para paralizar estas matanzas. Finalmente se reunieron en 1933 y acordaron comprar el terreno y crear un santuario. Sin embargo, la compra se fue posponiendo y Rosalie arrendó las tierras e incluso contrató guardas armados para protegerlas. Finalmente, Rosalie las compró con 2500 dólares de su propio dinero y de fondos recaudados por el ECC. Posteriormente, transfirió la propiedad a la Asociación del Santuario Hawk Mountain. El santuario se convirtió en la primera reserva ecológica protegida del mundo para las aves rapaces silvestres. Hawk Mountain fue y sigue siendo totalmente autosuficiente y se dedica exclusivamente a la protección y la observación de aves. Abarca unas 5300 hectáreas y recibe sesenta mil visitantes cada año.

### Últimos años
Fue la principal voz de la época contra el uso indiscriminado de pesticidas. En 1941 acudió a una audiencia en el Congreso para oponerse al uso sin control de insecticidas para erradicar las infestaciones de garrapatas del ganado en algunas partes de Florida, alertando de que estas aplicaciones masivas ponían en peligro a toda la fauna.
Fue considerada la conservacionista más importante y la protectora más eficaz de la naturaleza desde John Muir. Durante más de treinta años de su vida lideró activamente innumerables campañas nacionales e influyó en otras organizaciones conservacionistas y de protección de la vida silvestre.
Falleció el 30 de noviembre de 1962 y está enterrada en el cementerio de Woodlawn. En 1978 se publicó una copia de su autobiografía mecanografiada bajo el título An Implacable Widow.